# بالماريس (كانتون)
بالميراس (بالإسبانية: Palmares)‏ و هو الكانتون السابع من محافظة الأخويلا في كوستاريكا. و يغطي الكانتون مساحة 38.06 كم مربع،
كما يقارب عدد سكانه 31,608 نسمة.
و تدعى مدينته الرئيسية بـ بالميراس أيضاً.

## المقاطعات
يتألف الكانتون من سبع مقاطعات وهي :
1. بالميراس
2. ساراغوسا
3. آبوينوس آيريس
4. سانتياغو
5. كانتديليريا
6. إسكيليولاس
7. لا غرانخا

## أعلام
- لويس البرتو مونج